# Theo Adam
Pour les articles homonymes, voir Adam (homonymie).
Theo Adam est un baryton-basse allemand, chanteur d'opéras et d'oratorios, né le 1er août 1926 à Dresde où il est mort le 10 janvier 2019.

## Biographie
Comme son compatriote Peter Schreier — qui sera son fréquent partenaire à la scène et dans le studio d'enregistrement, et « l'autre » chanteur classique le plus célèbre de la République démocratique allemande — il est d'abord membre de la chorale de l'église de la Croix à Dresde, avant de faire ses études dans cette ville (de 1946 à 1949) et d'y débuter l'année même de la création des deux républiques allemandes.
À partir de 1953, il est membre de l'opéra d'État de Berlin et commence à se produire à l'étranger. Jusque dans les années 1980, il est une star internationale, invité aux États-Unis, au Japon, en Argentine et omniprésent sur toutes les grandes scènes européennes, dont le Festival de Bayreuth. Il enregistre beaucoup, travaillant notamment avec Herbert von Karajan, Karl Böhm, Carlos Kleiber, Otto Klemperer, Karl Richter, Marek Janowski et Hans-Joachim Rotzsch et, à partir des années 1980, se lance dans la mise en scène et l'écriture autobiographique.
En 1984, il crée à Salzbourg l'opéra de Luciano Berio Un re in ascolto dans le rôle de Prospero.
Il reçoit en 1989 l'étoile de l'amitié des peuples, décoration est-allemande dont il est l'un des derniers récipiendaires.
Le 30 novembre 2006, Theo Adam fait ses adieux dans le rôle de l'ermite du Freischütz au Semperoper de Dresde où il commença sa carrière.
Theo Adam meurt le 10 janvier 2019 dans sa ville natale de Dresde,.
Il a enregistré plus d'une centaine de disques d'opéra.

## Grands rôles
- 1949 : Kaspar dans Der Freischütz de Carl Maria von Weber au Semperoper de Dresde
- 1952 : débuts au Festival de Bayreuth
- 1969 : débuts au Met, en Hans Sachs dans Les Maîtres Chanteurs de Nuremberg de Richard Wagner
- 1972 : Wotan dans L'Anneau du Nibelung avec Birgit Nilsson et Jon Vickers, dirigé par Herbert von Karajan.

## Type de voix
Son émission vocale a parfois été jugée peu assurée, âpre, mais puissante, ce qui lui a permis de cultiver à la fois le registre de baryton (Hans Sachs, Don Pizarro), de baryton-basse pur (Wotan) et de basse plus ou moins légère (Gurnemanz, Kaspar, Boris Godounov), sans parler du répertoire mozartien. Il a également participé à l'enregistrement d'une cinquantaine de cantates de Johann Sebastian Bach.